# 櫛田桔梗
櫛田 桔梗（くしだ ききょう）は、衣笠彰梧によるライトノベル作品『ようこそ実力至上主義の教室へ』の登場人物の一人。作中の舞台となる高度育成高等学校の1年Dクラスに在籍する女子生徒。2年生編にて進級する。

## 作中設定

### 来歴
名門校・高度育成高等学校に入学するが、とある事実（後述）により1年Dクラスに配属される。1学期中間テストでは綾小路清隆とともに先輩からの過去問入手に貢献する。中間テスト終了後、学校の屋上で堀北鈴音への罵詈雑言を飛ばす姿を清隆に目撃され、秘密を厳守させるために彼を脅迫する。船上特別試験および体育祭では鈴音を退学させるためにクラスを裏切り、龍園翔に情報提供を行う。ペーパーシャッフル試験では鈴音を退学させるために龍園と行動するが、清隆と鈴音の暗躍により目論見は外れることとなる。

### 人物像
学校では男女問わず人気があり、容姿端麗かつコミュニケーション能力が高い。学校中の生徒と友達になることを目標としており、鈴音に対してもアプローチしている。表向きは善人だが、本性は極度の承認欲求を持ち傲慢で利己的な性格であり、周囲の人間を見下している。
幼い頃は周囲より学業と運動両面で優れた成績を残していたが成長するにつれ埋没し、その後はクラスの中心となり相談役になることで承認要求を満たしていた。しかし上述の本性が災いしてストレスを貯めてしまい、それを他者への悪態を陰で吐く事で発散していた。中学生時代、現在のように他人の悪口を声に出すのではなく、匿名ブログに記載する形でストレス発散をしていたことがクラスメイトに発覚し、逆上の末にブログに書いていなかったクラスメイトの秘密を暴露し学級崩壊を招いている。入学当初は孤立する鈴音を気にかけるが、実際には同じ中学の鈴音から自身の過去及び本性が他者に知れ渡る可能性を危険視しており、鈴音が退学すればDクラスに貢献しAクラスを目指してもいいと清隆に語っている。
「一之瀬潰し」が起きた時には、クラス内の人間関係を詳細に語り、入学して1年足らずで他クラスの生徒の秘密を握る描写がある。

## キャラクター設定
著者・衣笠彰梧が「ショートの方が可愛いからショートにしよう！」と発言したことにより髪の長さはショートヘアに決まった。イラスト担当・トモセシュンサクによれば、かなり激しい裏があるキャラクターであることから、見た目は「正統派で可愛い」というコンセプトでデザインしたとのこと。

## 展開

### Web動画
2015年5月22日に『ようこそ実力至上主義の教室へ』を元にしたスペシャルアニメがYouTubeにて公開されており、本動画では高橋未奈美が櫛田桔梗役の声優を務める。

### テレビアニメ
『ようこそ実力至上主義の教室へ』のテレビアニメは2017年7月から放送されており、本テレビアニメでは久保ユリカが櫛田桔梗役の声優を務める。なお、オーディションでは櫛田桔梗の豹変前と豹変後の差を演じる難しさもあったことから、役が自身に決まったことを知った際は驚愕したと振り返っている。
久保とテレビアニメ第1期で監督を務めた岸誠二は櫛田の人物像について以下のように述べている。
久保は声と台詞のギャップやテンションについて、細かく計算して演じるのではなく台本を読んで浮かんだイメージで演じているという。
アフレコの際には監督や音響監督から「めちゃめちゃ明るくていい子であざとく！」「やり過ぎなくらいやってください！」と口酸っぱく言われたため、アフレコの度に「やりすぎじゃないか？」と思ったと久保は明かしている。また、綾小路清隆に対する台詞に関しては毎回「これから告白するかのようにやってくれ」と指示されるという。

### 商品化
2017年9月に開催されたキュアメイドとのコラボカフェ「『ようこそ実力至上主義の教室へ』カフェ 〜自立への大いなる一歩は満足なる胃にあり。〜」の中で「櫛田ちゃんの秘密Tシャツ」が先行販売された。
2018年3月に着替え中の「櫛田桔梗1/7スケールフィギュア」が発売された。

## 反響・評価
『アニメ！アニメ！』が実施した「（久保ユリカが）演じた中で一番好きなキャラクターは？」と題した読者アンケートでは5位を獲得している。
久保はテレビアニメ第1期第1話のオンエア後に櫛田について視聴者から「あざとい！」との声が寄せられたとアニメイトタイムズのインタビューで明かしている。また久保は、テレビアニメ第1期第3話のオンエア以前から世間では「こんな性格の女が、このまま良い奴のわけがない！」と散々言われていたが、オンエア後は自身の想像よりも視聴者が受けた衝撃が強かったことを同サイトのインタビューで明かしている。
テレビアニメ第2期第6話を視聴した『Anime News Network』のライター・Richard Eisenbeisは「櫛田は悪役としては弱い」と指摘している。同氏は櫛田について、クラスメイトたちからは愛され、信頼を得ているものの、軽井沢恵のような女子をまとめる能力もなければ綾小路清隆のような知的さも持ち合わせていないと評している。

### 小説
- 衣笠彰梧（著） / トモセシュンサク（イラスト）『ようこそ実力至上主義の教室へ』 第2巻、KADOKAWA〈MF文庫J〉、2015年9月30日。ISBN 978-4-04-067778-1。
- 衣笠彰梧（著） / トモセシュンサク（イラスト）『ようこそ実力至上主義の教室へ』 第6巻、KADOKAWA〈MF文庫J〉、2017年5月25日。ISBN 978-4-04-069231-9。
- 衣笠彰梧（著） / トモセシュンサク（イラスト）『ようこそ実力至上主義の教室へ』 第9巻、KADOKAWA〈MF文庫J〉、2018年9月25日。ISBN 978-4-04-065157-6。

### 関連書籍
- トモセシュンサク『ようこそ実力至上主義の教室へ トモセシュンサク Art Works』KADOKAWA、2017年9月23日。ISBN 978-4-04-069291-3。

### 雑誌
- 『メガミマガジン 2017年9月号』学研プラス、2017年7月29日。ASIN B071FMWJ94。
- 『アニメージュ 2017年9月号』徳間書店、2017年9月10日、72-73頁。ASIN B073LYTXT5。
- 『メガミマガジン 2022年8月号』学研プラス、2022年6月30日、73頁。ASIN B0B45LGNQ3。
- 『月刊ニュータイプ 2022年9月号』KADOKAWA、2022年8月10日、12-27頁。ASIN B0B6PYNB7F。
- 『メガミマガジン 2024年3月号』Gakken、2024年1月30日、82頁。ASIN B0CSQG73B5。

### ガイドブック
- 『このライトノベルがすごい！』編集部『このライトノベルがすごい！2022』宝島社、2021年12月9日。ISBN 978-4-299-02264-6。